# Il ballo
Il ballo è un romanzo breve, scritto nel 1928 e pubblicato nel 1930, da Irène Némirovsky venticinquenne, che si affacciava alla scena della brillante vita mondana di Parigi, dopo le disavventure della fuga dalla Russia bolscevica, attraverso Svezia e Finlandia. Erano gli Anni ruggenti, di lì a poco sarebbe arrivata, nel 1929, la Grande depressione.

## Origine
David Golder, il suo primo romanzo, viene pubblicato nel 1929 da Bernard Grasset e salutato dalla critica come un capolavoro. Il ballo, un romanzo breve scritto di getto, tra due capitoli del David Golder, viene accolto altrettanto calorosamente da Paul Reboux, uno dei primi critici letterari a riconoscere il genio della giovane Colette. Reboux sostiene che Irène Némirovsky ha lo stesso genere di talento della scrittrice parigina. Subito dopo Il ballo, dato l'entusiasmo dei lettori per i suoi primi libri, vengono pubblicati altri nove romanzi e una raccolta di racconti brevi.

## Struttura
Il ballo è un romanzo breve: nell'attuale edizione Piccola biblioteca Adelphi ha 83 pagine, nella prima edizione tascabile del 1930 era di 129 pagine, inclusa la prefazione anonima.

## Trama
Antoinette Kampf è una quattordicenne che vive con i genitori in un lussuoso appartamento di Parigi. Non è sempre stato così, il padre - che fa parte di quella galleria di personaggi ebraici per cui la Némirovsky è stata accusata di essere un'ebrea che odia se stessa - ha dovuto lavorare sodo per accumulare una fortuna. La sua determinazione e mancanza di scrupoli lo ha portato al successo. 
Antoinette non è più una bambina, ma non è ancora un'adolescente. Ha un rapporto difficile con la madre, Rosine, che a sua volta ha avuto un passato piuttosto burrascoso, e - come il marito - è altrettanto determinata a farsi accettare dall'alta società parigina. A questo scopo invitano tutta la "gente che conta" ad un grande ballo che si terrà nel suo nuovo appartamento in occasione di una ricorrenza. Spendono liberamente per procurare ai propri ospiti cibi raffinati, champagne, un'orchestra per la musica della serata. Si prevede un ballo in grande stile. La figlia è entusiasta per la prospettiva, tuttavia, la madre non ha alcuna intenzione di lasciarla andare al ballo, anzi, le toglie anche la sua stanza - che verrà adibita a bar - e la confina nello sgabuzzino. 
Gli inviti vengono scritti a mano da Antoinette e la sua istitutrice viene incaricata di spedirli. All'ultimo momento, quest'ultima affida il compito ad Antoinette, che invece getta nella Senna i fogli degli invitati, vendicandosi in questo modo del tradimento della madre, degli intrighi della governante Betty e della rozzezza del padre. L'unica a presentarsi la sera del ballo sarà la maestra di pianoforte, che Antoinette aveva precedentemente invitato di persona. L'effetto comico si ha nello sconcerto dei due padroni di casa che, non potendo indagare sulle ragioni di questa diserzione in massa da parte di persone di cui non conoscono riti e costumi, congetturano sulle cause dello smacco.

## Personaggi principali
- Antoinette: adolescente acerba, cui la madre vieta di partecipare al ballo, confinandola in uno sgabuzzino e scatenando così la sua sete di vendetta.
- Rosine: la madre arrivista che sacrifica al successo mondano la relazione con la figlia. Il personaggio riproduce la vera madre (Fanny) che Némirovsky finì per odiare dopo i tanti rifiuti subiti.
- Miss Betty: la governante complice ma infedele, che coltiva una relazione segreta con un ragazzo.
- Kampf: il padre, distante e roccioso, abbarbicato alle sue recenti conquiste sociali, ricorda altri personaggi di ebrei che, con un colpo di mano, perdono o guadagnano una fortuna, come il David Golder dell'omonimo romanzo, contemporaneo alla stesura del Ballo.
- Isabelle: maestra di musica di Antoinette e cugina odiata del sig. Kampf.

## Citazioni
— Ah! ma pauvre fille, ma pauvre petite Antoinette; tu es bien heureuse, toi; tu ne sais pas encore comme le monde est injuste, méchant, sournois... ces gens qui me faisaient des sourires, qui m'invitaient, ils riaient de moi derrière mon dos, ils me méprisaient, parce que je n'étais pas de leur monde, des tas de chameaux, de... mais tu ne peux pas comprendre, ma pauvre fille! Et ton père!... Ah! tiens, je n'ai que toi!... Elle la saisit dans ses bras. Comme elle collait contre ses perles le petit visage muet, elle ne le vit pas sourire. Elle dit: - Tu es une bonne fille, Antoinette... et l'une allait monter, et l'autre s'enfoncer dans l'ombre. Mais elles ne le savaient pas. Cependant Antoinette répéta doucement: - Ma pauvre maman....
- Ah, mia povera figlia, mia povera piccola Antoinette. Tu sei felice, non sai ancora come il mondo è ingiusto, cattivo e ipocrita... questa gente che mi faceva grandi sorrisi, che mi invitava, ora mi disprezza, ride alle mie spalle perché non faccio parte del suo mondo... brutti cammelli... ma tu non puoi capire, povera figlia mia! e tuo padre! ecco, non ho che te!... La strinse tra le braccia. Il piccolo viso schiacciato contro le perle della sua collana, non la vide sorridere. Sei una buona figlia Antoinette... mentre una stava per spiccare il volo, l'altra sprofondava nell'ombra. Ma non lo sapevano. Eppure Antoinette ripeteva con dolcezza: - Povera mamma...[3]
- «Arricchiti volgari, ignoranti... Ah, come aveva riso di loro tutta la sera! E loro naturalmente non si erano accorti di nulla [...]. Con che diritto la mandava a letto, la puniva, la ingiuriava? Ah, vorrei che morisse!».
- «Un ballo... Mio Dio, era mai possibile che lì, a due passi da lei, ci fosse quella cosa splendida, che lei si immaginava vagamente come un insieme confuso di musica sfrenata, di profumi inebrianti, di abiti spettacolari... Di parole d'amore bisbigliate in un salottino appartato, oscuro e fresco come un'alcova... e che quella sera venisse messa a letto, come tutte le sere, alle nove, quasi fosse un bebè... Forse alcuni uomini, sapendo che i Kampf avevano una figlia, avrebbero chiesto di lei [...]».
- «[...] Santa Vergine, perché mi hai fatto nascere in mezzo a loro? Puniscili ti prego... Puniscili e poi io muoio contenta - A un tratto si interruppe e disse ad alta voce: - Probabilmente sono tutte balle, il buon Dio, la vergine, balle come i buoni genitori dei libri e l'età felice... Ah, sì, l'età felice, che balla... che balla! - ripeté rabbiosamente mordendosi le mani così forte che le sentì sanguinare sotto i denti -. Felice... Felice... Preferirei essere morta e sotterrata. - La schiavitù, la prigione, ripetere giorno dopo giorno gli stessi gesti alle stesse ore... Alzarsi, vestirsi, gli abiti scuri, gli stivaletti pesanti, le calze a coste, glieli fanno mettere apposta come una livrea, perché nessuno in strada segua sia pure per un momento quella ragazzetta insignificante che passa...».
- «Ah, credi di fare il tuo "debutto in società" l'anno prossimo? Chi ti ha messo questi grilli per il capo? Sappi, mia cara, che io comincio soltanto adesso a vivere, capisci, io, e che non ho intenzione di avere tra i piedi una figlia da marito...».
- «Ha sempre la testa tra le nuvole, questa bambina - commentò a mezza voce -. Un ballo, non ti riempie di orgoglio pensare che i tuoi genitori danno un ballo? Non sei molto sveglia, temo, povera figlia mia - concluse con un sospiro, andandosene».
- «Se mi avesse toccato, l'avrei graffiata, morsa, e poi... Si può sempre fuggire... e per sempre... La finestra - pensò con agitazione febbrile [...] - Sporchi egoisti! Sono io che voglio vivere, io, io... Sono giovane, io... Mi derubano, si prendono la mia parte di felicità sulla terra...»[4].

## Significato letterario
L'affresco tragicomico di parvenu che disertano la festa dei Kampf, a loro volta degli sconosciuti, che hanno fatto i soldi grazie a un colpo di fortuna in borsa, innesca una reciproca commedia del disprezzo che, unita alla rivalità madre-figlia (un leitmotiv della scrittura di Némirovsky) crea una forte tensione narrativa, sostenuta da colpi di scena, equivoci e frivolezza. Il tema è la grande solitudine dell'infanzia, nel momento del passaggio all'adolescenza. Ciò che questo libro, frizzante e movimentato, racconta è la storia di una piccola crudeltà, sostenuta dal caustico umorismo della scrittrice, che tratta un tema doloroso: il rapporto con la madre Fanny, egoista e insensibile fino all'abbandono. Il racconto è venato di una corrente sotterranea di tenerezza che lo pone tra i rari capolavori del genere, come La signorina Else di Arthur Schnitzler e Frankie Adams di Carson McCullers.
Sicuramente l'aspetto autobiografico prevale in questo crudelissimo ritratto di borghesia in un interno: infatti la Némirovsky trascorre la vita tra il rifiuto permanente della propria famiglia e di quello che rappresenta sua madre Fanny (vanesia e crudele) e suo padre, banchiere famoso ma assente, e la passione per i balli e la mondanità. Così scrive da Nizza: «Mi agito come una pazza, che vergogna! Non faccio altro che ballare. Ogni giorno, nei vari alberghi, ci sono dei galà molto chic, e poiché ho la fortuna di poter disporre di qualche gigolò, mi diverto moltissimo». Poi, di ritorno da quella città: «Non ho fatto la brava... tanto per cambiare... Il giorno prima della partenza, al nostro albergo, il Negresco, c'era una festa. Ho ballato e mi sono scatenata fino alle due del mattino; dopo sono andata a flirtare bevendo champagne ghiacciato in mezzo a una corrente d'aria fredda».

## Antisemitismo
Il carattere di Kampf è fortemente negativo, sia per i valori che persegue che sono molto simili a quelli di David Golder, protagonista dell'omonimo romanzo - i soldi per i soldi, senza un progetto di lungo periodo - sia per il fisico repellente. La figlia Gille nell'"autobiografia" di sua madre - Iréne Némirovsky, precisa che la scrittrice era un rampollo della borghesia ebraica russificata di Kiev e San Pietroburgo. La sua famiglia era riuscita a fuggire in Francia al tempo della rivoluzione bolscevica, mantenendo gran parte delle proprie ricchezze. Questo fatto, unito alla cultura e alle buone frequentazioni sociali, le permetteva di avere rapporti amichevoli con aristocratici impoveriti da cui, in Russia, sarebbe stata rifiutata. Data questa collocazione sociale e il desiderio di entrare a pieno titolo a far parte dell'alta borghesia parigina, attraverso un processo di assimilazione - molto diffuso tra gli ebrei del tempo - i Némirovsky erano orgogliosi della propria distanza dall'ebreo tradizionalista (o semplicemente meno assimilato). Fatto sta che i libri della Némirovsky sono popolati di figure ebraiche - nel migliore dei casi ambigue - nel peggiore, che meriterebbero un posto nella nosografia ebraica dell'Ebreo che odia sé stesso di Theodor Lessing o Sander L. Gilman.

## Adattamenti
Il romanzo è stato adattato per il cinema nel 1931 da Wilhelm Thiele nel film Le Bal con una quattordicenne Danielle Darrieux.
Due versioni teatrali, Le Bal, di Oscar Strasnoy, adattamento di Matthew Jocelyn (2009) Opera di Amburgo - 2010 e "Un Ballo" ideato e realizzato da Thea Dellavalle e Irene Petris e messo in scena al Teatro delle Passioni di Modena (2013). Edito da Gérard Billaudot Éditions.

## Edizioni
- Irène Némirovsky, Il ballo, traduzione di Margherita Belardetti, Adelphi - Piccola Biblioteca Adelphi,  p. 83, ISBN 978-88-459-1971-8.
- (FR) Paperback, GRASSET & FASQUELLE, 13 settembre 2002,  p. 120, ISBN 978-2246151340.
- (EN) Paperback, Vintage, 4 ottobre 2007,  p. 106, ISBN 978-0099493976.
- (DE) Paperback, Le Bal, 1 dicembre 2007),  p. 112, ISBN 978-3442735785.